# Interkalacija (hemija)
U hemiji, interkalacija je reverzibilno uvođenje molekula (ili grupe) između dva ili više molekula (ili grupa). Primeri su DNK interkalacija i grafitna interkalaciona jedinjenja.

## DNK interkalacija
Postoji nekoliko načina na koje molekuli (u ovom slučaju, takođe poznati kao ligandi) mogu da formiraju interakcije sa DNK. Ligandi mogu da se kovalentno vežu, da formiraju elektrostatičke interakcije, ili da interkaliraju. Interkalacija se javlja kad se ligandi odgovarajuće veličine i hemijske prirode umetnu između baznih parova DNK. Ti ligandi su uglavnom policiklični, aromatični, i planarni, i stoga su često dobre boje nukleinskih kiselina. Intenzivno studirani DNK interkalatori su berberin, etidijum bromid, proflavin, daunomicin, doksorubicin, i talidomid. DNK interkalatori se mogu koristiti u hemoterapijskim tretmanima za inhibiciju DNK replikacije u brzo rastućim ćelijama kancera. Primeri su doksorubicin (adriamicin) i daunorubicin (koji se koriste u tretmanu Hodžkinove bolesti), i daktinomicin koji se koristi za Vilmov tumor, Evingov sarkom, rabdomiosarkom).